# Демидов, Андрей Владимирович
Андрей Владимирович Демидов (род. 17 февраля 1987, Казань) — российский хоккеист, нападающий. Мастер спорта России.

## Биография
Воспитанник казанского «Ак Барса». Дебютировал за команду «Ак Барс-2» в сезоне-2002/03 первой лиги, проведя два матча. Играл за команду в течение четырёх сезонов, в сезоне-2006/07 также выступал в высшей лиге за «Нефтяник» Лениногорск. 12 сезонов (2007/08 — 2018/19) играл за «Нефтяник» Альметьевск. Сезон 2019/20 провёл в клубе чемпионата Казахстана «Иртыш» Павлодар. В сезонах 2020/21 — 2021/22 выступал в ВХЛ за воронежский «Буран», 13 октября 2021 года был назначен играющим тренером клуба.
Бронзовый призёр хоккейного турнира зимней Универсиады 2013 года. Чемпион (2016), бронзовый призёр (2017) ВХЛ.
Тренер в академии Сайфуллина (Казань, 2022—2024). Сервисмен в команде МХЛ «Ирбис» (с 2024).